# Bachareddyhalli, Gauribidanur
Bachareddyhalli là một làng thuộc tehsil Gauribidanur, huyện Kolar, bang Karnataka, Ấn Độ.